# Imago (Psychologie)
Imago (lat. „Bild“) war bereits im alten Rom ein spezieller Begriff für die portraitartige Wachsmaske, mit der die Leichen auf dem Forum Romanum ausgestellt wurden.
In psychologischer Hinsicht ist Imago vor allem ein Begriff aus der Analytischen Psychologie und wurde erstmals von deren Begründer Carl Gustav Jung verwendet.
Mit Imago wird das innere, meist unbewusste Vorstellungsbild einer bestimmten Person bezeichnet, das auch nach der realen Begegnung mit dieser Person in der Psyche fortlebt. Somit wird auch die Wahrnehmung späterer Beziehungen entscheidend mitgeprägt. Imago ist damit als neuropsychologisches Phänomen zu verstehen, das die psychischen Verknüpfungen in sich enthält, die mit dem „Bild“ naher Bezugspersonen verbunden sind.

## Herausbildung
Die wichtigsten Imagines sind die Vater-, die Mutter- und die Geschwisterimago. Diese unbewussten Erinnerungsbilder werden in der Regel in frühester Kindheit gebildet; an ihnen wird während des späteren Lebens meist relativ unverändert festgehalten. Eltern-Imagines können auch als Vorläufer für das von Sigmund Freud so genannte „Über-Ich“ angesehen werden (siehe auch Strukturmodell der Psyche).
Bei der Bildung von Imagines handelt es sich um einen normalen psychischen Vorgang. Er kann aber bei negativ oder bedrohlich besetzten Erinnerungsbildern auch zu psychischen Störungen führen und an der Bildung von Komplexen beteiligt sein.
Jung erläutert den Begriff Imago selbst z. B. in seinen neun Vorlesungen, die er im September 1912 an der Fordham University in New York auf Englisch gehalten hat:

„Unter diesen Dingen, die für die Infantilzeit von größter Bedeutung waren, spielen die Eltern die einflußreichste Rolle. Auch wenn die Eltern schon längst tot sind und alle Bedeutung verloren haben könnten und sollten, indem sich die Lebenslage der Kranken seither vielleicht total verändert hat, so sind sie dem Patienten doch noch irgendwie gegenwärtig und bedeutsam, wie wenn sie noch am Leben wären. Die Liebe und Verehrung, der Widerstand, die Abneigung, der Haß und die Auflehnung der Kranken kleben noch an ihnen durch Gunst oder Mißgunst entstellten Abbildern, die öfters mit der einstmaligen Wirklichkeit nicht mehr viel Ähnlichkeit haben. Diese Tatsache hat mich dazu gedrängt, nicht mehr von Vater und Mutter direkt zu sprechen, sondern dafür den Terminus ‚Imago‘ von Vater und Mutter zu gebrauchen, indem es sich in solchen Fällen nicht mehr eigentlich um Vater und Mutter handelt, sondern bloß um deren subjektive und öfters gänzlich entstellte Imagines, die im Geiste des Kranken ein zwar schemenhaftes, aber einflußreiches Dasein führen.“

Jung betont das häufige Zustandekommen einer Imago aufgrund eines „subjektiven Funktionskomplexes“, mit dem er bei der Behandlung unbewusster Produkte eine selbständige seelische Funktion des Unbewussten annimmt, die von individuellen äußeren Prägungen durch konkrete und ganz reale äußere Objekte unabhängig ist. Er meint damit, dass dabei eher von einer Deutung auf der Subjektstufe auszugehen ist.

## Imago und Psychoanalyse
Der Begriff Imago fügt sich ein in das zentrale Konzept der Übertragungsneurosen in der Psychoanalyse Freuds, allerdings markiert er auch den Wendepunkt in den persönlichen Beziehungen zwischen Freud und Jung. Freud verstand unter Imago die idealisierende oder deidealisierende Verkennung einer gegenwärtigen Person, welche unter dem Einfluss der Übertragung auftreten kann, vgl. a. Familienroman. Das, was in der Therapie der Übertragungsneurosen auf den Therapeuten projiziert wird, ist nichts anderes als die Imago (z. B. Elternimago). Damit ist jedoch von Freud eine objektale Deutung gemeint. Die Inhalte der „Objektimago“ sind nach Jung jedoch archaischer Art, weil sie den unpersönlichen, kollektiven Teil des Unbewussten repräsentieren. Sie können auch Gegenstand einer subjektalen Deutung werden. Die Bezeichnung „Objektimago“ darf daher nicht mit dem auf die Mutter bezogenen sog. „Objektcharakter“ der infantilen Libido verwechselt werden.
Im Jahre 1911 begrüßte Jung in seinem Jahresbericht als Präsident der Internationalen Psychoanalytischen Vereinigung die Ankündigung der erstmals im März 1912 erschienenen Zeitschrift Imago, die von Otto Rank und Hanns Sachs herausgegeben wurde.
Jolande Jacobi betont die Funktion der Imago im Rahmen des Individuationsprozesses (Entwicklungspsychologie) und der sich dabei ergebenden Notwendigkeit einer Überwindung und Auflockerung von sog. Gegensatzpaaren. Solche Gegensatzpaare sind auch nach der psychoanalytischen Theorie z. B. das ›gute und das schlechte Mutterbild‹, vgl. Befindlichkeitsstörung. Nach C.G. Jung gibt es eine Reihe anderer solcher für die Entwicklung bestimmenden Gegensatzpaare. Dazu zählen auch die Gegensatzpaare Animus und Anima sowie der Gegensatz zwischen Ego und Alter Ego (Schatten).